# Cabinet Bauer
Pour les articles homonymes, voir Bauer.
République de Weimar
Scheidemann Müller I
Le cabinet Bauer, du nom du chancelier allemand Gustav Bauer, est en fonction du 21 juin 1919 au 27 mars 1920.

## Composition du cabinet
- Gustav Bauer (SPD) : chancelier puis ministre-président (changement de titre à compter du 14 août 1919)
- Matthias Erzberger (Zentrum) : vice-chancelier et ministre des Finances
- Hermann Müller (SPD) : ministre des Affaires étrangères
- Dr Eduard David (SPD) : ministre de l'Intérieur
- Rudolf Wissell (SPD) : ministre de l'Économie
- Robert Schmidt (SPD) : ministre de l'Alimentation
- Dr Alexander Schlicke (SPD) : ministre du Travail
- Dr Johannes Bell (Zentrum) : ministre des Transports et des Colonies
- Johannes Giesberts (Zentrum) : ministre de la Poste
- Wilhelm Mayer (Zentrum) : ministre du Trésor
- Gustav Noske (SPD) : ministre de la Guerre
- Otto Geßler (DDP) : ministre de la Reconstruction

## Remaniements ministériels
- 15 juin 1919 : Robert Schmidt succède à Rudolf Wissell au ministère de l'Économie ; il reste néanmoins ministre de l'Alimentation.
- 3 octobre 1919 : le Dr Eugen Schiffer (DDP) entre au gouvernement en tant que ministre de la Justice et succède à Matthias Erzberger au poste de vice-canchelier ; Matthias Erzberger garde cependant le ministère des Finances ; le Dr Erich Koch-Weser (DDP) succède au Dr Eduard David au ministère de l'Intérieur ; ce dernier reste au gouvernement, mais en tant que ministre sans portefeuille.
- 25 octobre 1919 : Otto Gessler (DDP) entre au gouvernement en tant que ministre de la Reconstruction.
- 7 novembre 1919 : l'Office colonial est aboli ; Johaness Bell reste néanmoins ministre des Transports.
- 30 janvier 1920 : Wilhelm Mayer quitte le ministère du Trésor.
- 12 mars 1920 : Matthias Erzberger quitte le ministère des Finances.

## Annexe